# ラフティング

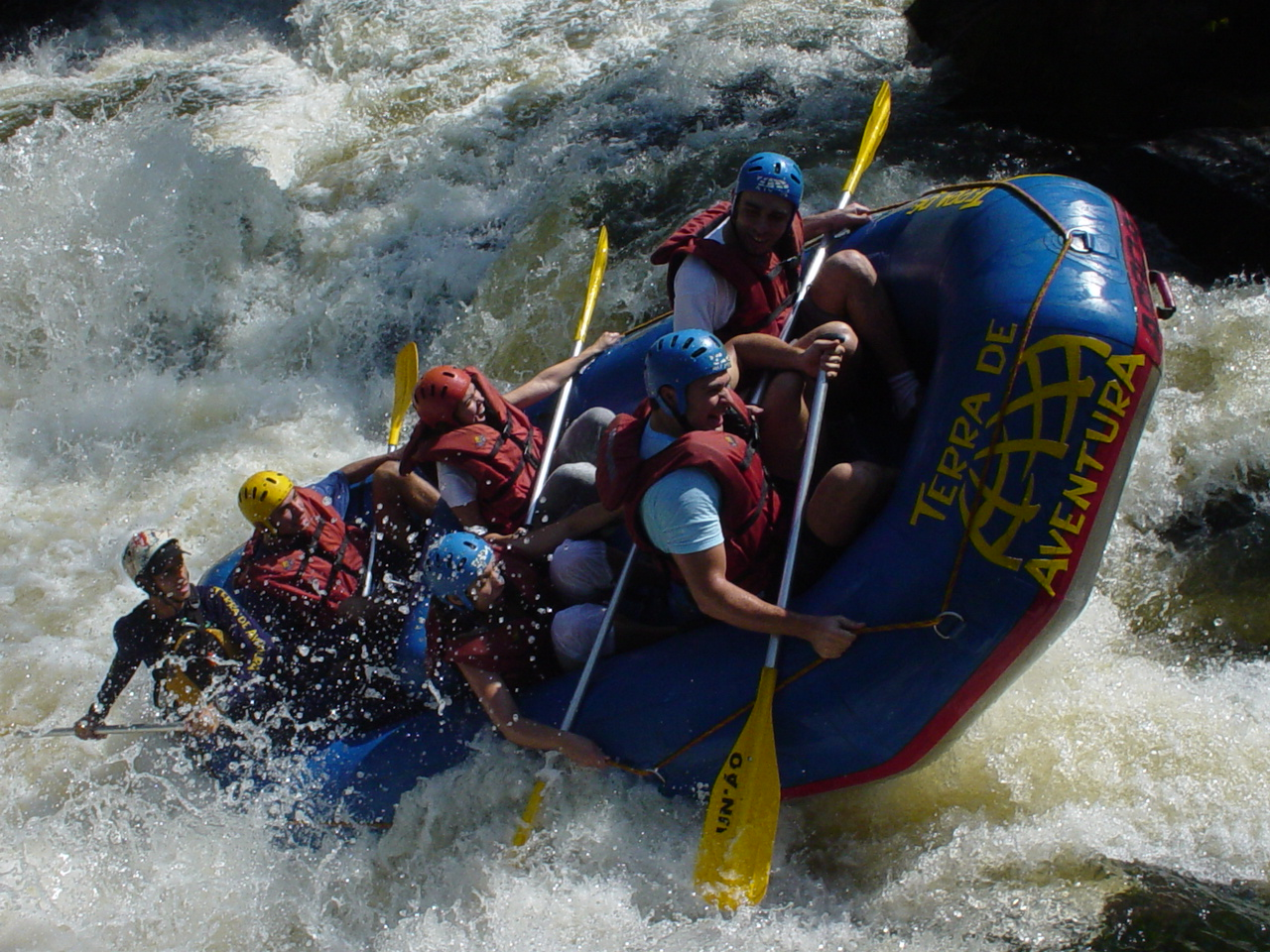
激流を下るラフティング（ブラジル）

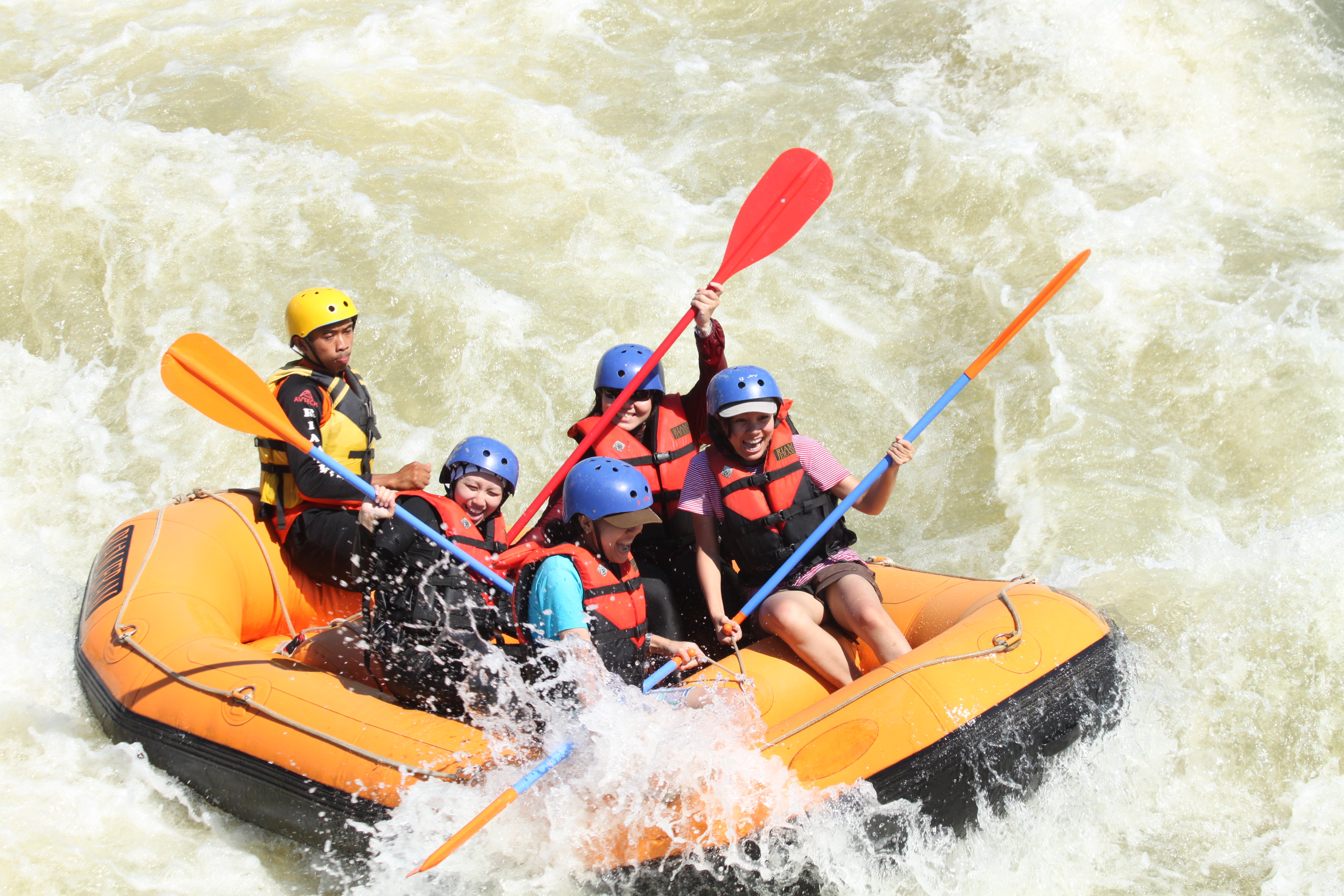
シタチ川（インドネシア・ジャワ島）

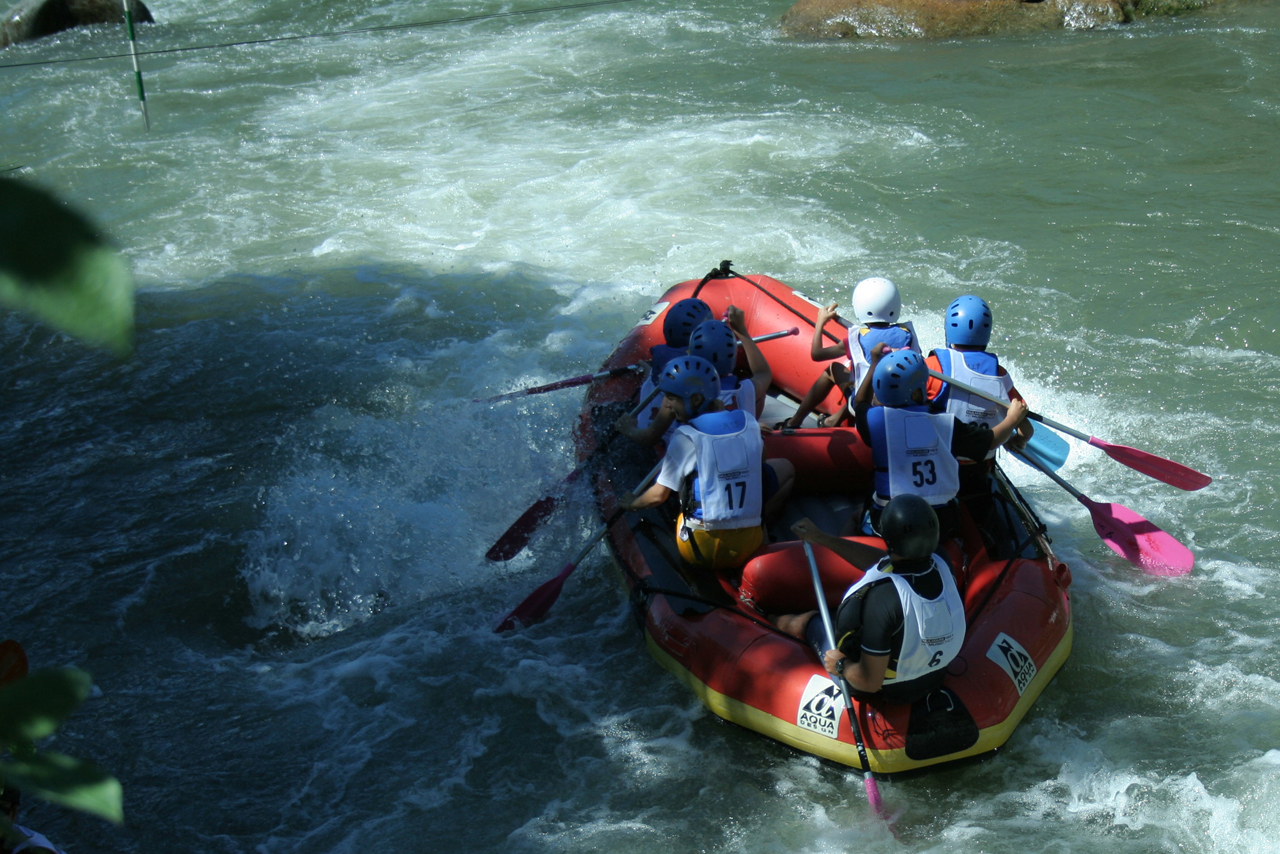
比較的に流れが緩やかなラフティング（フランス）

ラフティング (rafting) とは、6〜8人乗りのインフレーター式のゴムボートを使用し川下りをするレジャースポーツ。特に急流を下ってスリルを楽しむホワイトウォーターラフティングを指すことが多い。

## 形態
ラフティングにはチームごとにスピードを競うレースラフティングや観光地などでアクティビティとして行われるコマーシャルラフティングなどの形態がある。
コマーシャルラフティングはアメリカ、オーストラリアやカナダ、ニュージーランドなどの先進国からジンバブエ、チリ、ネパールなど発展途上国まで重要な観光産業の1つとなっている。

## 歴史

### 日本
日本では数十年前から大学の探検部の活動分野として一部の愛好家でのみ行われてきたが、その頃はまだラフティングという言葉は使われておらず、技術的にも安全性にも乏しいものであった。
商業ラフティングツアーについて、日本国内では、80年代から小規模に行われてきたが、四国－吉野川で営業がスタートしたことを皮切りに、東日本では群馬県－利根川でツアーが催行され少しずつラフティングは一般に知られるようになる。1990年代後半にラフティングブームが起こりラフティングは1つのレジャーとしての地位を確立した。近年ではラフティングは小学生から中高年老若男女が楽しめるアクティビティとして広く認知され、中学や高校の修学旅行のプログラムの一つに組まれるようにもなった。

### アメリカ合衆国
19世紀から20世紀前半、アメリカではジョン・ウェズリー・パウエル少佐のコロラド川探検（1869年）に代表される、木製のボートによる川下りやコマーシャルラフティングのルーツといえるものが行われてきた。第二次世界大戦が終わると現在のゴムボートを使用したラフティングが確立し、各国に普及が進んだ。
1976年大学の探検部等が中心になり第一回の日本リバーベンチャー選手権大会が開催された。この大会はその後も毎年行われており、現在ではそれに加えて4～11月のシーズン中には全国様々な河川で10を超える数の大会が開催され、毎年世界中で事故が発生している。
ラフティングの国内普及は、技術習得の難しさやレース環境の少なさもあり遅れているが、大学探検部のチームを中心とするスタイルとして今も続いている。
近年は、個人でのラフティングへの参加も徐々にではあるが参加者数を増やしている。
毎年5月頃に利根川で全国の大学探検部によって開催される日本リバーベンチャー選手権大会がその象徴といえる。この他に御岳カップ（4,11月）、みなかみアウトドアフェスティバル 内のみなかみウォーターゲームス(6月）、北山川ラフティング大会（8月）、天竜川ホワイトウォーターフェスティバル（9月）長良川ホワイトウォーターフェスティバル（10月）などの大会が存在する。2003年にプロチームが参戦したことで競技性が格段に高まり、技術レベルも向上している。2013年には前身の日本ラフターズ協会が一般社団法人日本レースラフティング協会に改称、全日本レースラフティング選手権の開催も2014年から始まり、さらなるレベルアップが期待される。

## 日本における商業ラフティングツアーの事故について
日本国内においては、後述する利根川と吉野川において死亡事故が発生している。　

### 2023年 利根川での事故について
群馬県みなかみ町小日向の諏訪峡大橋下流の利根川河川内で2023年5月5日、ツアー中のラフティングボートが転覆して乗客の男子大学生（19）が死亡した。死因は溺死であり、水面下70cmに隠れていた流木がストレーナー（水は通すが、物体は通さない網のような構造の障害物）となり、男子大学生を捕捉してしまったことだと判明している。 （事故後、同町アウトドア連合会は合同で水中のストレーナーとなりうる物体を除去している）

### 日本の商業ラフティングツアーにおける「転覆」について
日本におけるラフティングの商業ツアーでは、スリルを求める客へのエンターテイメントの一部の要素としてボートを転覆（フリップ）させることがある。これは、転覆することを前提としていない木造の川下り船や海上レジャー船に搭乗する顧客が「景観などを眺めることを目的としている」のとは違い、ラフティングに参加する顧客は主に「スリルやリフレッシュを求めている」ためである。
しかしながら、エンターテイメントの演出として転覆させる場所は、当日の水量や地形などに応じて安全性を考慮して綿密に考えられており、どこでも好き勝手に転覆させるわけではない。転覆後、乗客が安全に回収できる区間であり、かつ流速や水量が一定程度以下（あるいは以上）である場合に限られている。（たとえば、夏の利根川は水量が少なく、危険性が相対的に低いため、安全が確保できる区間（ある程度水深があり、飛び込んでも川底に体が接触しないなど）で転覆をさせたりすることもある。一方で春の利根川は水量が多く、水温も低いため、意図的な転覆をさせることはない（流れが速く、低体温症の危険もあり、乗客の回収が困難であるため、リスクが高い）。四国の吉野川や埼玉の荒川のように、ある特定の区間で長い瀞場が続く場所などでは、流速が穏やかで水深が深く、相対的な危険性が低いために、エンターテイメントの一部として転覆させることはある。）
上記のようなエンターテイメントの一部として行う転覆とは別に、ボートの重量バランスや当日の河川の流れ、ガイドのスキル不足などの要因によって、ガイドが意図しない転覆が発生することもある。意図しない転覆はできれば避けなければならないが、そういった転覆を完全になくすことは難しい。そういった状況に対応するために、乗客は事前に転覆した場合のレクチャーを受け、ツアー催行会社は必ず2名以上のガイドでツアーを行う。（2名以上でツアーを行うのは、転覆したボートの確保に1名、乗客の救助に最低1名が必要であるため）
転覆するしないに関わらず、商業ラフティングツアーは、川に落ちる（水にぬれる）ことがある程度前提となっているエンターテイメントであると言える。そのために、頭部を保護するヘルメットや体を保護するウェットスーツやドライスーツ、浮力の大きなラフティング用の特別なライフジャケットを着用したうえ、意図せず落水した場合は、必ずホワイトウォーターフローティングポジションを取るように事前のレクチャーを受けるほか、乗船前に携帯電話など濡れると故障する携行品を預けていく。

## ラフティング世界大会
90年代前半から世界選手権を歌った大会が開かれるが、1999年に現在の世界ラフティング協会（IRF）制定の競技ルールで行われた世界選手権が現在も続いている。
日本代表チームが世界大会に初出場したのは1999年、南アフリカのオレンジ川で開催されたキャメルホワイトウォーターチャレンジ(cwwc)が最初。みなかみで結成されたRapid Mastersが前身となり、Team TEIKEI（2002年12月結成） と言うラフティングチームが結成されたことから、国内でレースラフティングが、年々盛んになってきている。ラフティングの世界選手権が行われるようになり、6人制と4人制大会が開かれるようになった。6人制は天然河川で行われる事が多くよりアドベンチャー的な要素を含んで行われる。4人制大会は人工コースで行われる事が多く、より条件を同じくして競技性を高めている。
競技は6人制と4人制は2017年までは同じ種目となっている。4種目（スプリント、H2H、スラローム、ダウンリバー）で4種目の成績で総合優勝を決める。
- 2003年 6人制・チェコ共和国・バルタバ川で8月27日〜31日行われた。日本チームは「Team TEIKEI」10位（2002年12月結成）[8]
  - 成績 男子 1位 チェコ 2位 ドイツ 3位 ブラジル 女子 1位 ニュージーランド 2位 チェコ 3位 スロバキア
- 2007年ラフティング世界大会では、日本チームが総合778点で、ブラジル(783点), チェコ(781点)に次ぐ3位の成績を収めた。[9]
- 2009年ラフティング世界大会はボスニア・ヘルツェゴヴィナで5月17～24日まで開催された。総合成績では男子1位ブラジル2位日本3位イギリス女子1位カナダ2位日本3位チェコ。日本チームは男女ともに準優勝の活躍をみせ、日本のラフティングレーサーチームのレベルが世界トップクラスであることを証明してみせた。[10]
- 2010年ラフティング世界大会はオランダで7月に開催された。男子日本代表はラフティングチーム・テイケイ。女子日本代表はTHE RIVER FACEである。日本チームは男女ともに総合優勝した。世界大会において一つの国の男女ともに総合優勝したのは今回が初。
- 2011年コスタリカ大会では男子が2連覇。
- 2013年は6人制がニュージーランドで行われた。大会ではオープン男子はチーム・テイケイ（日本）が準優勝。40歳以上のマスターズカテゴリーが新設された。マスターズカテゴリー最初の優勝は男子はニュージーランド。日本からはラピットマスターズを襲名したチームが参戦し総合3位に入賞した。
- 2014年は4人制が行われた。ブラジル大会ではオープン女子ではThe RiverFaceが準優勝を果たした。
- 2015年は6人制・インドネシア大会（チラリク川）が行われた。
- 2016年は4人制・UAE大会（WADI人工コース）で行われた。
- 2017年は6人制・日本大会（四国 ・吉野川）では女子とマスターズ男子が総合優勝した。
- 2018年は4人制・アルゼンチン大会（アルミネ川）で行われた。
- 2019年は6人制・オーストラリア大会が5月に予定されている

現在の(IRF)制定する競技の前の世界大会の記録
- 1993年 7月 第四回ホワイトウォーター世界選手権 トルコ共和国・チョール川[11]
  - 日本からはチーム・ナガラが出場 31チーム中、11位

## ラフティング世界選手権の成績
- 2017年 6人制 日本大会[12]
- オープン 女子 総合優勝 日本（The RiverFace）
- マスターズ男子 総合優勝 日本（R6Masters）
- マスターズ女子 3位（サクラ）